# Mirinda
Mirinda là một thương hiệu nước ngọt có nguồn gốc từ Tây Ban Nha năm 1959 và hiện thuộc quyền sở hữu của PepsiCo với hệ thống phân phối trên toàn cầu. Tên của thương hiệu xuất phát từng tiếng Quốc Tế Ngữ được dịch là "đáng ngưỡng mộ" hoặc "đáng kinh ngạc".
Sản phẩm có nhiều hương vị trái cây khác nhau như cam, táo, dâu,... bao gồm thức uống có ga và không có ga. Hương vị cam của Mirinda là đại diện cho phần lớn doanh số bán hàng của Mirinda trên toàn thế giới sau khi tái định vị thương hiệu theo hương vị này vào đầu những năm 1990.
Kể từ những năm 1970, Mirinda đã thuộc quyền sở hữu của PepsiCo và chủ yếu được thương mại hóa bên ngoài Hoa Kỳ.

## Tên gọi
Mirinda, là một loại thức uống có mặt khắp thế giới và biết đến với nhiều tên gọi khác như: Tams (Hàn Quốc), Sukita (Brazil), Yedigun (Thổ Nhĩ Kỳ), Shani (UAE), Slam (Italy), Tango (Vương quốc Liên hiệp Anh và Bắc Ireland), Club (Ireland), Sisi (Hà Lan), Kas (Tây Ban Nha).

## Lịch sử
Mirinda ban đầu được sản xuất tại Tây Ban Nha và có mặt tại Hoa Kỳ vào cuối năm 2003 dưới dạng bao bì song ngữ với giá thấp, việc này được cho là nhằm để cạnh tranh với Fanta. Kể từ năm 2005, hương vị Mirinda được gắn với nhãn Tropicana Twister Soda tại Hoa Kỳ ngoại trừ ở Guam, do ở đây, PepsiCo đã bắt đầu bán nó dưới cái tên Mirinda vào năm 2007 (thay thế cho Chamorro Punch Orange).
PepsiCo cũng đã cố gắng kinh doanh Mirinda ở Brazil vào cuối năm 1996, nhưng thương hiệu này đã bị ngừng sản xuất vào năm 1998 do doanh số bán hàng thấp. Tại Ý, thương hiệu đã được mở bán với cái tên Slam cho đến năm 2021 và đổi thành Mirinda. Tại Nga, sản phẩm đã ra mắt từ những năm 1990, đến ngày 8 tháng 3 năm 2022, hai sản phẩm của PepsiCo là Mirinda và 7 Up đã tạm ngừng sản xuất tại đây do chính sự liên quan xung đột giữa Nga và Ukraina.
Ở Việt Nam, Mirinda đã bắt đầu được tung ra thị trường cùng với Aquafina vào năm 2000 - 2002.

## Phân loại
Tại Việt Nam, các nhà phân phối thường phân loại Mirinda ra làm 3 loại:
- Theo hương vị: cam, xá xị, soda kem, đá me và việt quất.
- Theo đóng gói: lon, chai nhỏ và chai lớn.
- Theo dung tích: dưới 330ml, 330-500ml và trên 600ml.